# Ohel Dawida Bidermana w Lelowie

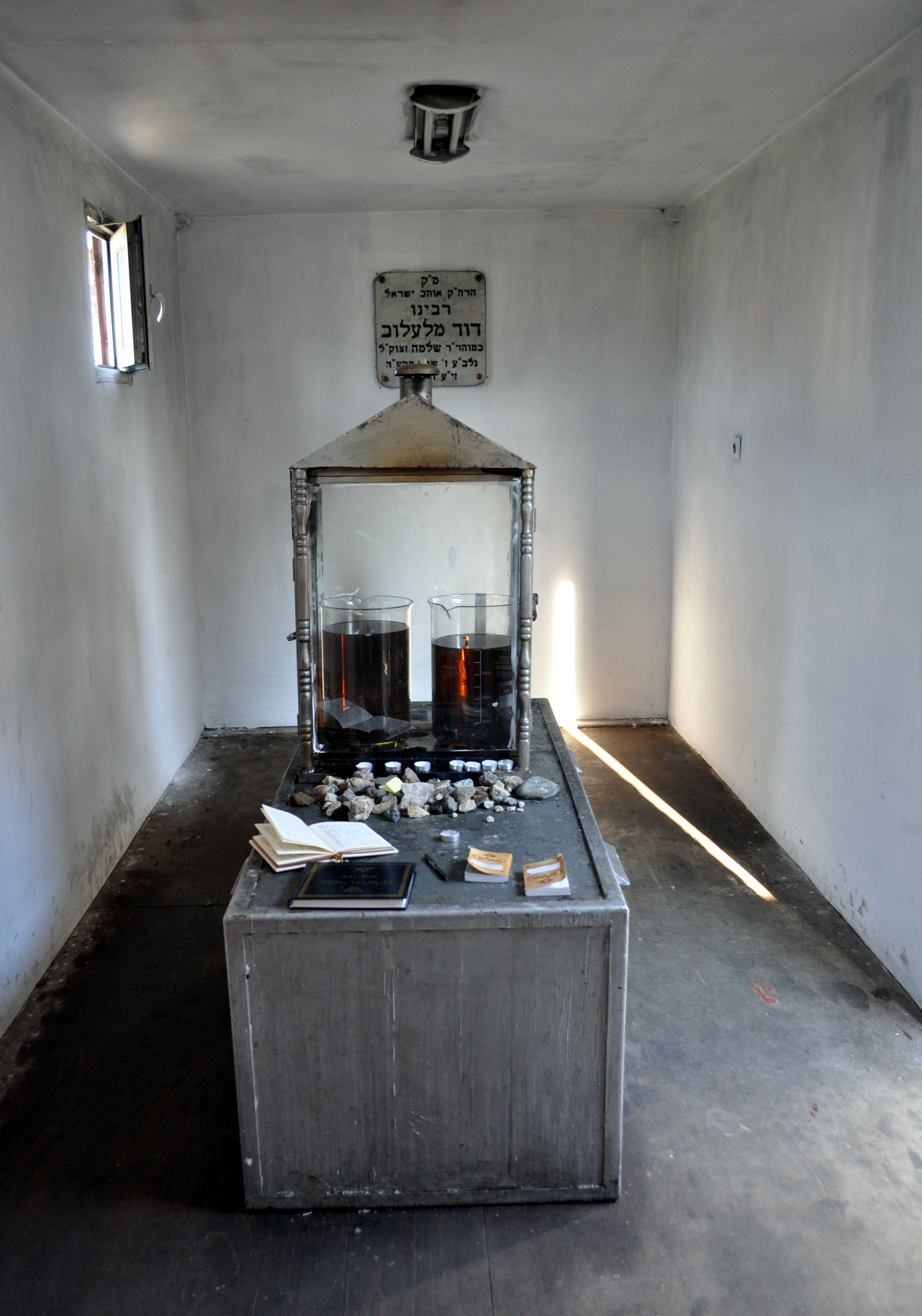
Grób cadyka wewnątrz ohelu z lat 1989-2012

Ohel Dawida Bidermana w Lelowie – ohel Dawida Bidermana, cadyka chasydzkiej dynastii Lelow, znajdujący się na nieistniejącym obecnie starym cmentarzu żydowskim w Lelowie, przy ulicy Ogrodowej 7.
Grobowiec jest miejscem pielgrzymek wyznawców chasydyzmu i odbywa się w rocznicę śmierci cadyka.

## Historia
Pierwszy ohel powstał na lelowskim kirkucie zaraz po śmierci cadyka w 1814 i przetrwał w niezmienionej formie do 1956 roku. Komunistyczne władze Polski podjęły decyzję o jego likwidacji i zrównaniu z ziemią. Na grobach Żydów, w tym Dawida Bidermana, wybudowano nowy budynek, w którym znajdował się jeden ze sklepów Gminnej Spółdzielni.
W sierpniu 1988 roku z inicjatywy Szimona Anshina z Izraela, Fundacja Rodziny Nissenbaumów rozpoczęła poszukiwania grobu cadyka Dawida Bidermana. Jego szczątki odnaleziono pod pomieszczeniem magazynowym jednego ze sklepów Gminnej Spółdzielni. Wykopano czaszkę, piszczele oraz kości rąk, które przekazano na badania do Uniwersytetu Hebrajskiego w Jerozolimie.
Kiedy okazało się, że szczątki należą do Dawida Bidermana, w październiku 1988 roku Fundacja Rodziny Nissenbaumów wydzieliła jedno z pomieszczeń sklepowych GS i urządziła tam skromny ohel. Prace trwały do lutego 1989 roku. Od tego czasu grób cadyka jest celem  pielgrzymek chasydów z USA oraz Izraela.
W latach 2012–2013, po rozbiórce budynku sklepu, wzniesiono nowy ohel, a teren wokół uporządkowano.